# Schram Ferenc
Schram Ferenc (Letenye, 1923. október 5. – Budapest, 1975. július 26.) néprajzkutató.

## Élete
Tanulmányait a Budapesti Tudományegyetemen 1948-ban végezte. 1951-től a Népművészeti Intézet, 1959-től a Néprajzi Múzeum, majd 1961-től az Országos Széchényi Könyvtár munkatársa lett. 1963-tól a Mezőgazdasági Múzeum tudományos munkatársa volt.
A 17–19. század hagyománytörténetével, római katolikus vallásos néprajzzal, művelődéstörténettel, történeti néprajzzal foglalkozott. A maga nemében jelentős a magyar boszorkánypereket összegyűjtő munkája.

## Művei
- 1955 Magyar népballadák. Budapest.
- 1957 Temetkezési szokásaink. Budapest.
- 1958 Bevezető népénekeinkhez. Budapest.
- 1962 Két XIX. század eleji kézirat  (A Gyulai Erkel Ferenc Múzeum Kiadványai 39. kötet.) Gyula, Erkel Ferenc Múzeum.
- 1964 Bűnügyi körözések néprajzi, népnyelvi adatai 1790–1819. Budapest.
- 1970 Magyarországi boszorkányperek 1529–1768 I–II. Budapest; III. kötet (1982); 2. kiadás: I-III. (1983)
- 1972 Turai népszokások. Szentendre.